# Неккаргерах
Неккаргерах (нем. Neckargerach) — община в Германии, в земле Баден-Вюртемберг. 
Подчиняется административному округу Карлсруэ. Входит в состав района Неккар-Оденвальд.  Население составляет 2330 человек (на 31 декабря 2010 года). Занимает площадь 15,32 км².
Коммуна подразделяется на 2 сельских округа.

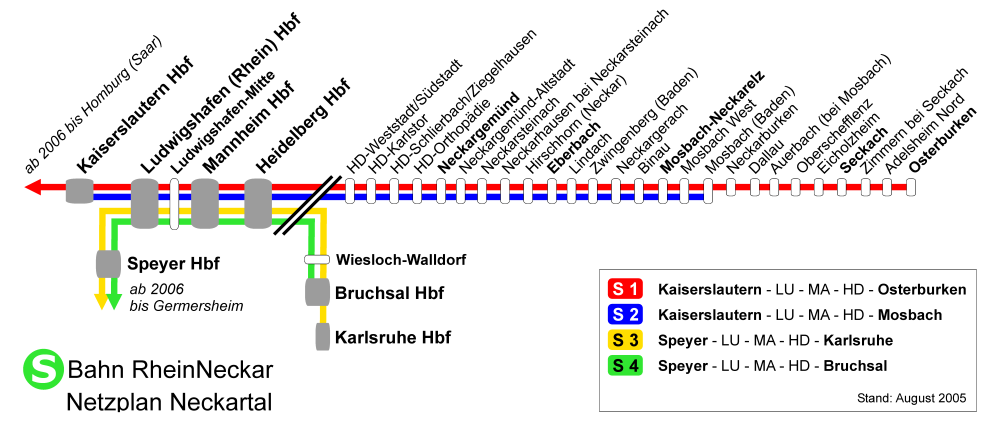
Неккаргерах